# ابراهیم‌آباد (خلیل‌آباد)
ابراهیم‌آباد نام روستایی از توابع بخش مرکزی شهرستان خلیل‌آباد در استان خراسان رضوی است.

## جمعیت
این روستا در دهستان رستاق قرار دارد و براساس سرشماری مرکز آمار ایران در سال ۱۳۸۵، جمعیت آن ۱٬۹۶۴ نفر (۵۳۹ خانوار) بوده است.